# Kolkonsaari (ö i Södra Savolax)
Kolkonsaari är en ö i Finland. Den ligger i sjön Kolkonjärvi och i kommunen Rantasalmi i den ekonomiska regionen  Nyslotts ekonomiska region  och landskapet Södra Savolax, i den södra delen av landet, 260 km nordost om huvudstaden Helsingfors. Öns area är 0,3 hektar och dess största längd är 100 meter i sydöst-nordvästlig riktning.